# Maciej Fiszer
Maciej Fiszer (ur. 1 czerwca 1976 w Poznaniu) – polski artysta fotograf. Członek rzeczywisty Okręgu Wielkopolskiego Związku Polskich Artystów Fotografików. Członek rzeczywisty Okręgu Wielkopolskiego Związku Polskich Fotografów Przyrody.

## Życiorys
Maciej Fiszer – absolwent Uniwersytetu im. Adama Mickiewicza w Poznaniu, związany z poznańskim środowiskiem fotograficznym – mieszka, pracuje, tworzy w Poznaniu. Miejsce szczególne w jego twórczości zajmuje fotografia pejzażowa oraz fotografia przyrodnicza – przedstawiająca przyrodę dziką oraz przyrodę współczesnego rolnictwa. Fotografuje od połowy lat 90. XX wieku. W swojej twórczości bazuje na fotografii analogowej, diapozytywowej – skłaniającej się ku jak najmniejszej ingerencji (filtry, wtórne kadrowanie) w powstający obraz.
Maciej Fiszer jest autorem i współautorem wielu wystaw fotograficznych; indywidualnych, zbiorowych oraz (od 2012 roku) autorem stałej ekspozycji w Muzeum Narodowym Rolnictwa i Przemysłu Rolno-Spożywczego w Szreniawie – W okamgnieniu. Obrazy z Wielkopolskiej wsi. Jego fotografie były publikowane w specjalistycznej prasie fotograficznej – Foto Pozytyw i innej (m.in. Rzeczpospolita, National Geographic, Twój Styl, Voyage, Wiedza i Życie). W 2004 roku oraz w 2007 był autorem monografii rolniczej Alimentorum Cultor Optimus. Jest autorem zdjęć do wielu częstokroć docenianych kalendarzy – m.in. Wielkopolskiego Kalendarza Rolniczego 2006, 2007, 2008, 2010, 2011, 2012, 2013. Jest autorem albumów fotograficznych, będących pokłosiem zrealizowanych (kilkuletnich) projektów fotograficznych – m.in. Od świtu do zmierzchu (2003), Warta (2006), Metamorphosis (2009), Requiem (2013), Terra (2014), Aeternum (2017).
W 2011 roku został przyjęty w poczet członków rzeczywistych Okręgu Wielkopolskiego Związku Polskich Fotografów Przyrody (legitymacja nr 3062). Jest członkiem rzeczywistym Okręgu Wielkopolskiego Związku Polskich Artystów Fotografików (legitymacja nr 1049).

## Wystawy indywidualne (wybór)
- Syberia. Śnieżne wrota – Galeria pf (Poznań 2002)
- Od świtu do zmierzchu – Galeria pf (Poznań 2003)
- Warta - Stary Browar (Poznań 2006)
- W okamgnieniu. Obrazy z Wielkopolskiej wsi – Muzeum Narodowe Rolnictwa i Przemysłu Rolno-Spożywczego (Szreniawa 2012)[11]
- Pod skórą. Sceny z życia zwierząt – Galeria Arsenał (Poznań 2015)[12]

Źródło